# Adonara

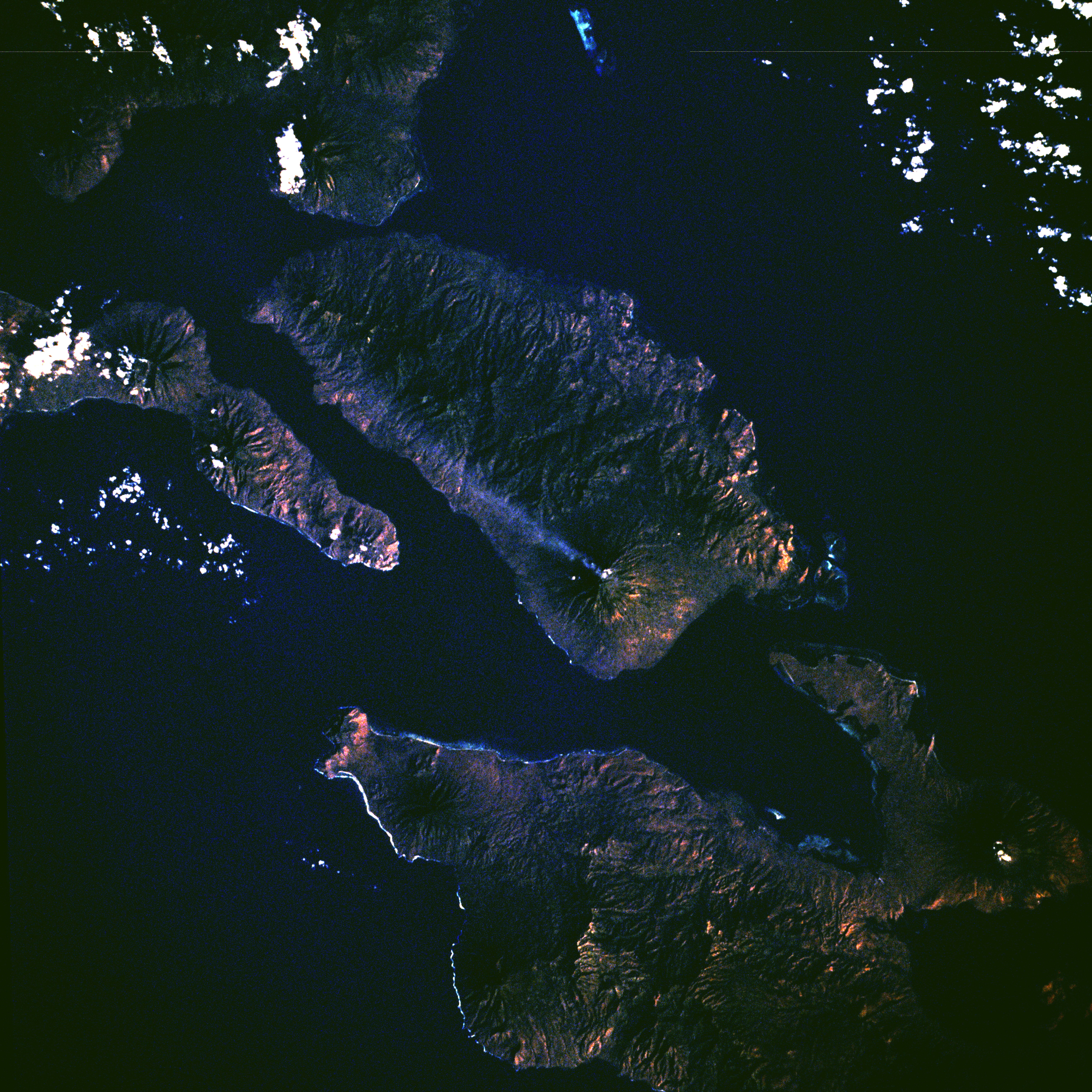
Zdjęcie satelitarne

Adonara (indonez. Pulau Adonara) – wyspa w Indonezji w grupie wysp Solor; powierzchnia 580 km²; długość linii brzegowej 104,6 km; długość ok. 37 km; szerokość ok. 18 km . Wyspę zamieszkuje ok. 60 tys. osób.
Powierzchnia górzysta (Ili Boleng 1659 m n.p.m.); uprawa ryżu, kukurydzy, palmy kokosowej; rybołówstwo; główna miejscowość Sagu .